# 鲁道夫·施蒙特

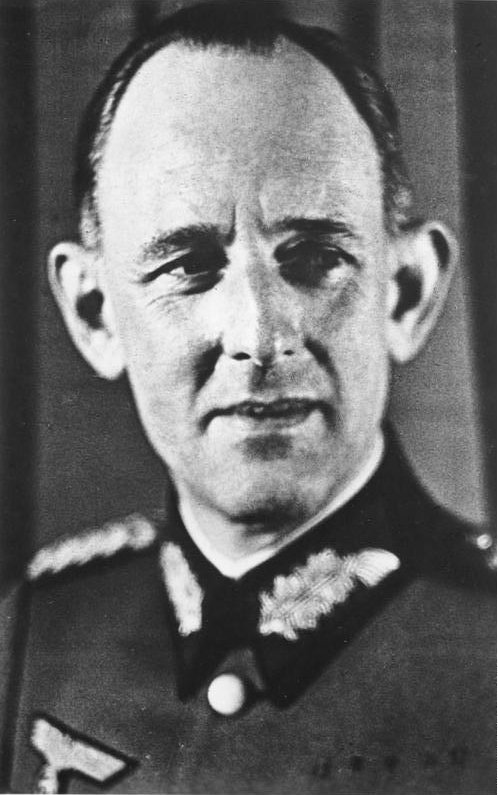
鲁道夫·施蒙特

鲁道夫·施蒙特（Rudolf Schmundt，1896年8月13日 - 1944年10月1日）是一位德国军官，曾担任希特勒副官，在1942-1944年间担任德意志国防军陆军人事处主任。在7月20日密谋案中，施蒙特被炸伤，于数月后死在医院。